# 1530
Năm 1530 (số La Mã: MDXXX) là một năm thường bắt đầu vào thứ bảy (liên kết sẽ hiển thị đầy đủ lịch) trong lịch Julius.

## Sự kiện

### Tháng 1
- Mạc Đăng Doanh kế vị hoàng đế niên hiệu Đại Chính.

### Tháng 8
- Lê Ý đánh bại quân Mạc tại huyện Hoằng Hóa.

### Tháng 11
- Mạc Quốc Trinh tiêu diệt cuộc nổi dậy của hoàng thân Lê Ý